# Cloniophorus edentulus
Cloniophorus edentulus är en skalbaggsart som först beskrevs av Jordan 1894.  Cloniophorus edentulus ingår i släktet Cloniophorus och familjen långhorningar.
Artens utbredningsområde är Gabon. Inga underarter finns listade i Catalogue of Life.